# Trabzonspor Basketbol Kulübü Derneği
Il Trabzonspor Basketbol Kulübü Derneği, comunemente detto Trabzonspor, è stato una squadra di pallacanestro turca che ha sede nella città di Trebisonda.

## Storia
La società nacque originariamente nel 1967, all'interno della polisportiva Trabzonspor; ha assunto nel corso degli anni differenti denominazioni:
- Nasaşspor (1986-1987)
- Beslenspor (1987-1993)
- Ülkerspor (1993-2006)

A partire dal 2006 l'azienda Ülker decise di sponsorizzare un'altra società cestistica (il Fenerbahçe) e pertanto il club dovette mutare la propria denominazione, in quanto il regolamento non ammetteva due squadre iscritte con lo stesso nome. L'azienda alimentare Alpella divenne quindi il nuovo sponsor della squadra, che da quel momento si chiamò ufficialmente "Alpella Basketbol Kulübü".
Al termine della stagione 2007-08 la squadra si classificò penultima, venendo retrocessa in seconda serie. Nel 2008 la società cambiò proprietà, e fu denominata "Trabzonspor Kulübü Basketbol Takımı".
Nella stagione 2010-11 la denominazione societaria è stata: "Medical Park Trabzonspor"; nella stagione 2011-2012 è: "Trabzonspor Basketbol".
Disputa le partite interne nella Hayri Gür Spor Salonu, che ha una capacità di 7.500 posti a sedere.

## Palmarès
- Türkiye 2. Basketbol Ligi: 1

2012-2013